# Smittoidea pourquoipasi
Smittoidea pourquoipasi är en mossdjursart som beskrevs av Jean-Loup d'Hondt och Mascarell 2004. Smittoidea pourquoipasi ingår i släktet Smittoidea och familjen Smittinidae. Inga underarter finns listade i Catalogue of Life.